# Pferdefriedhof (Sankt Petersburg)
Der Pferdefriedhof in Sankt Petersburg befindet sich im Alexanderpark der ehemaligen Zarenresidenz Puschkin (vormals Zarskoje Selo). Er ist eine denkmalgeschützte Begräbnisstätte für Pferde und gilt als größter Pferdefriedhof der Welt.
Der Pferdefriedhof wurde zusammen mit einem Gnadenhof 1826 von Zar Nikolaus I. bei seiner Sommerresidenz gegründet und etwa 100 Jahre lang genutzt. In dieser Zeit wurden 122 bewährte Pferde der Zarenfamilie dort bestattet, das letzte 1917.
Zunächst wurde ein Stall für die Pferde, die von Zaren geritten worden waren, im neogotischen Stil nach Plänen des Architekten Adam Menelaws errichtet. Er bot acht Pferden Platz. In unmittelbarer Nähe dieses Stalls wurde das Gräberfeld angelegt. Die Pferdegräber wurden mit Steinplatten gekennzeichnet, in die die Namen, Geburts- und Todesdaten und weitere Informationen über die Pferde eingemeißelt wurden. Die ältesten Gräber befinden sich am östlichen Rand der Begräbnisstätte; das erste Pferd, das hier bestattet wurde, war L'Ami, auf dem Alexander I. in Paris eingezogen war. L'Ami starb 1831.
Bekannte Pferde, die hier begraben wurden, waren außerdem Flora, eine der Lieblingsstuten Nikolaus' I. und Cob, das Pferd Alexanders III., das auch in einer Statue des Bildhauers Pawel Trubezkoi verewigt wurde.
Die Anlage wurde später zur Lagerhalle und zum Schrottplatz umfunktioniert. Seit den 1980er Jahren gibt es auf Initiative um den französischen Autor Jean-Louis Gouraud Pläne, den Friedhof zu restaurieren. Im Jahr 2001 wurde an der Anlage restauriert. 2010 war die Anlage teilweise überwachsen; viele Grabplatten waren verschwunden oder stark beschädigt. Die Inschriften sind durch Verwitterung häufig unlesbar geworden.

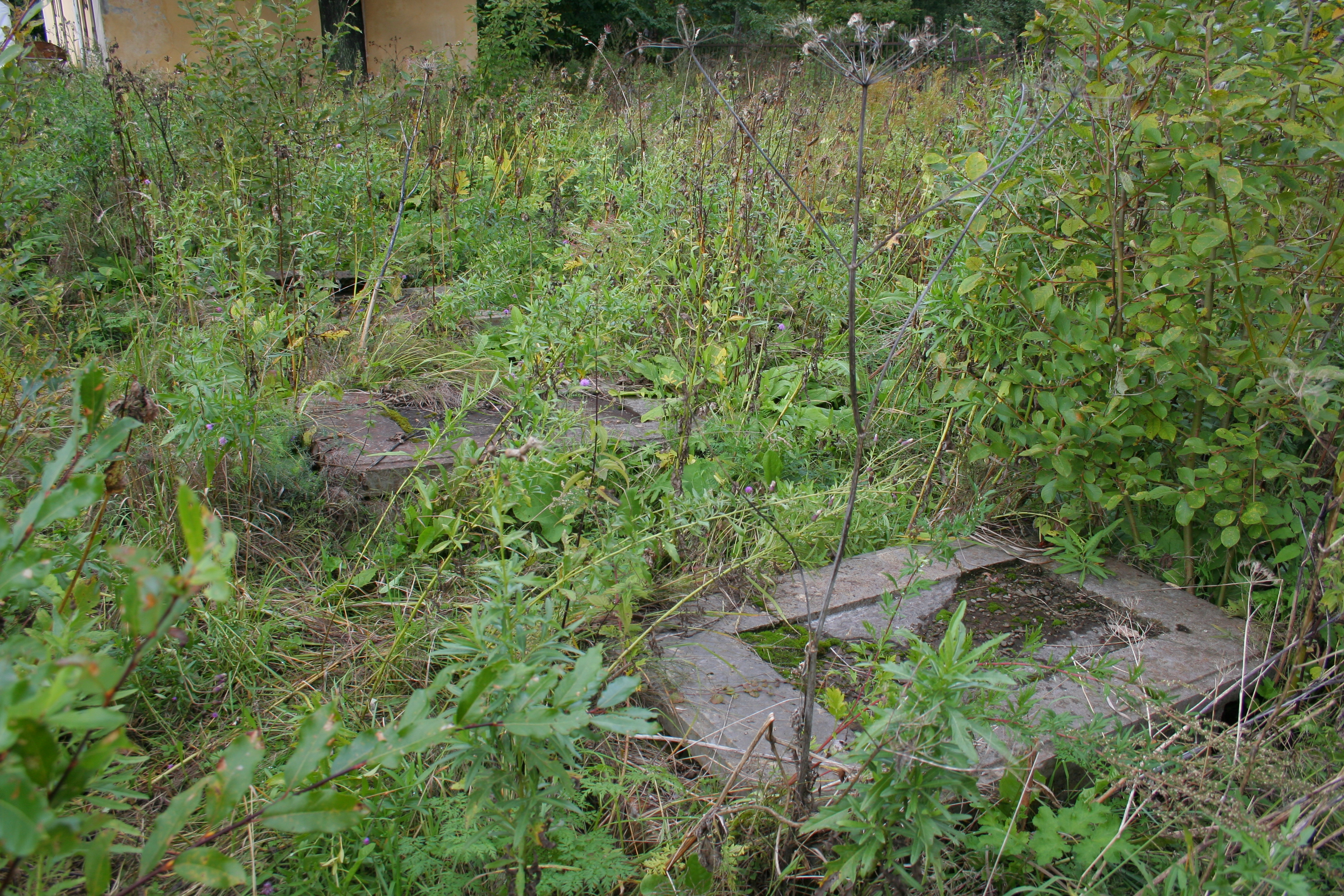
Verfallene Grabplatten
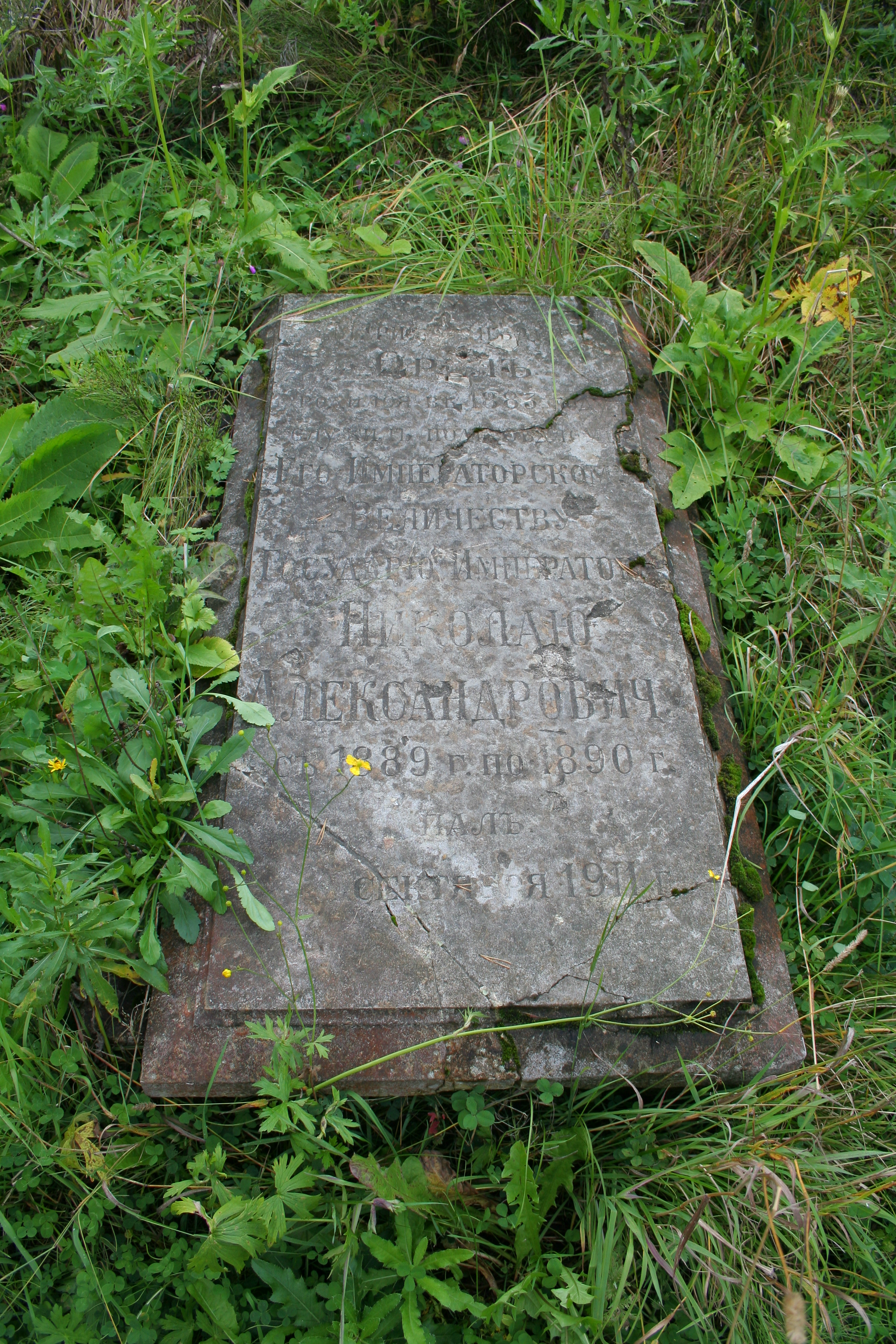
Grabstein des Pferdes von Nikolaus II.
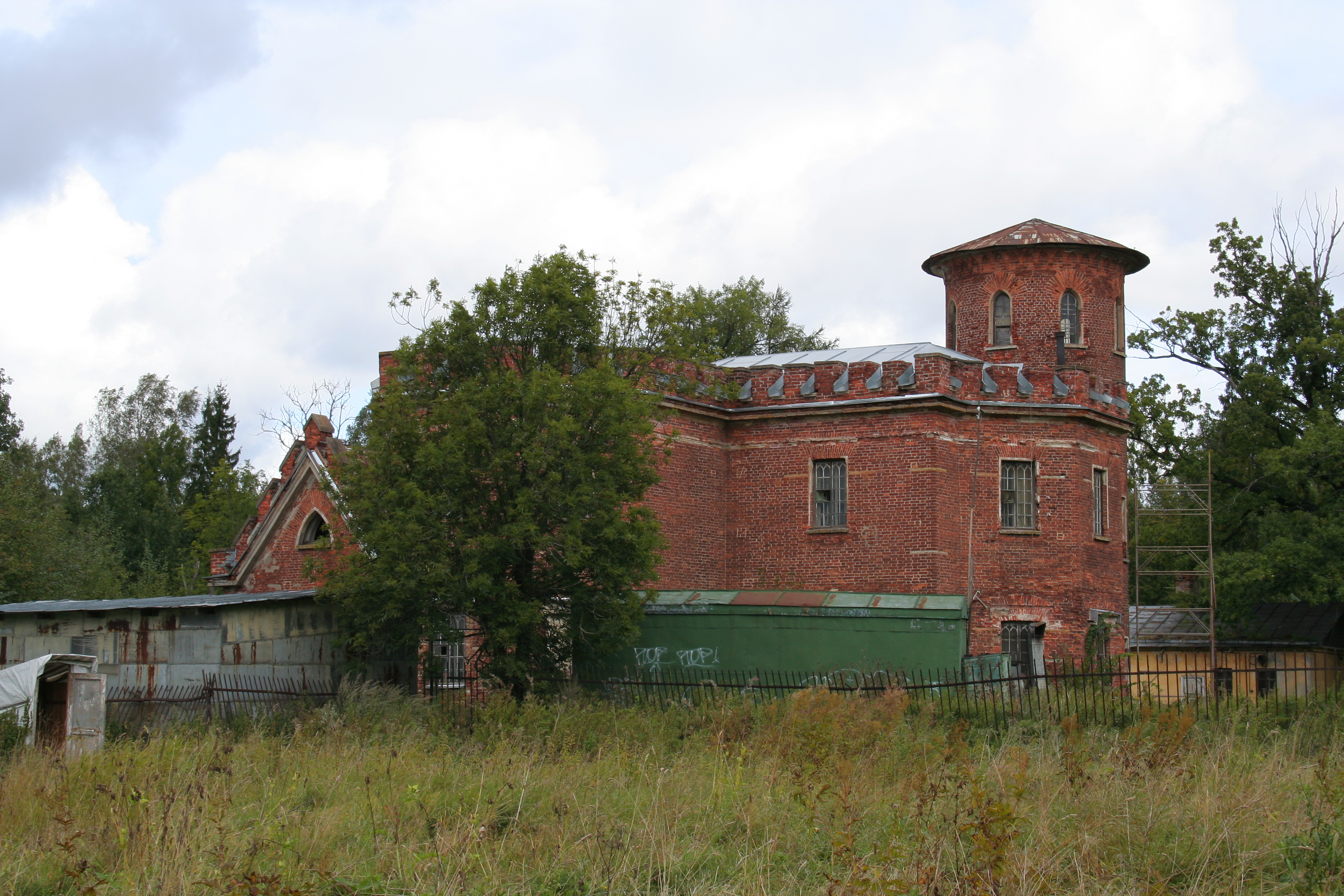
Das ehemalige Stallgebäude
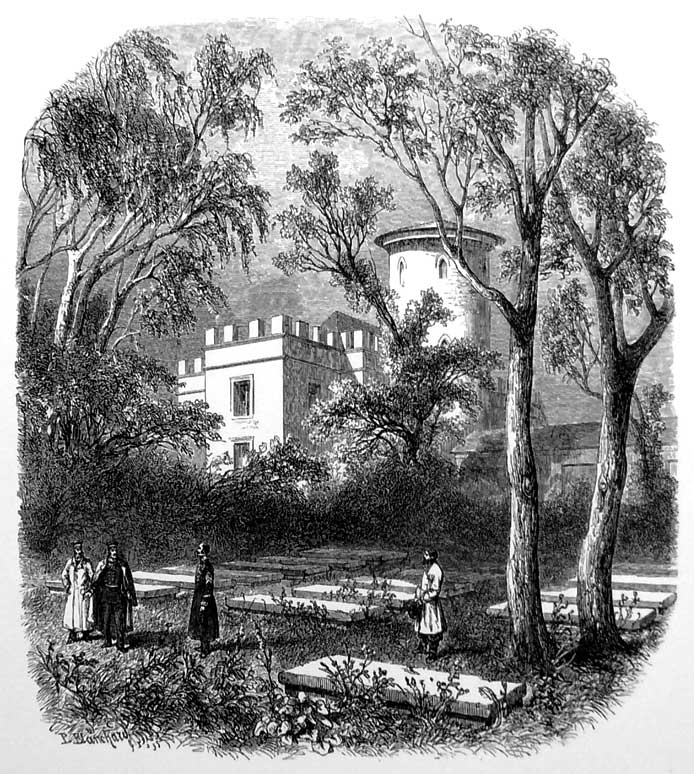
Darstellung des Friedhofs aus dem 19. Jahrhundert
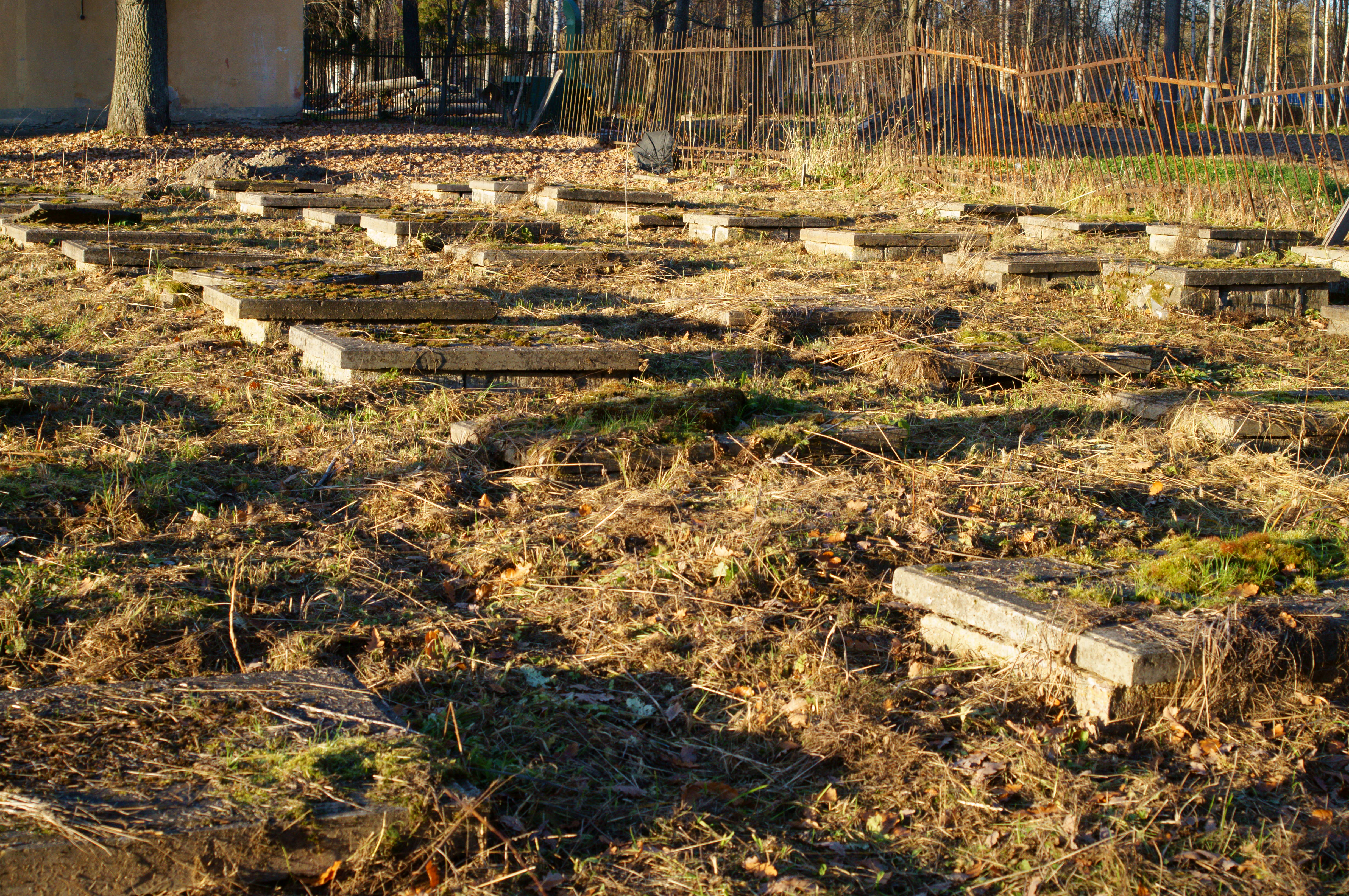
Zustand des Friedhofs 2018